# Kappel Sogn
 Denne artikel omhandler en lokalitet på Lolland. For den sydslesvigske by, se Kappel.
Kappel Sogn er et sogn i Lolland Vestre Provsti (Lolland-Falsters Stift).
I 1800-tallet var Kappel Sogn et selvstændigt pastorat. Det hørte til Lollands Sønder Herred i Maribo Amt. Kappel sognekommune inkl. kirkedistriktet blev ved kommunalreformen i 1970 indlemmet i Rudbjerg Kommune, der ved strukturreformen i 2007 indgik i Lolland Kommune.
I Kappel Sogn ligger Kappel Kirke. Langø Kirke blev i 1901 indviet som filialkirke til Kappel Kirke, og Langø blev et kirkedistrikt i Kappel Sogn. I 2010 blev Langø Kirkedistrikt udskilt som det selvstændige Langø Sogn.
I Kappel og Langø sogne findes følgende autoriserede stednavne:
- Albuen (areal, bebyggelse)
- Bogø (bebyggelse, ejerlav)
- Bogøgård (landbrugsejendom)
- Gottesgabe (bebyggelse, ejerlav, landbrugsejendom)
- Jordbjerg (bebyggelse, ejerlav)
- Kalvehavegård (ejerlav, landbrugsejendom)
- Kappel (bebyggelse)
- Knubbeløkke (bebyggelse, ejerlav)
- Langø (bebyggelse, ejerlav)
- Lodshuse (bebyggelse)
- Lodske Huse (bebyggelse)
- Ravnegravene (bebyggelse)
- Riddertofte (bebyggelse, ejerlav)
- Sjunkeby (bebyggelse)
- Store Riddersborg (bebyggelse)
- Søndertofte (bebyggelse)
- Vesternæs (bebyggelse, ejerlav)
- Ydø (bebyggelse, ejerlav)